# Muilla
Muilla,  biljni trod u porodici šparogovki (Asparagaceae) i redu šparogolike (Asparagales), dio je potporodice Brodiaeoideae. 
Postoji četiri priznate vrste, to su lukovičasti geofiti koji prvenstveno rastu u pustinjskim ili suhim biomima grmlja: Kalifornija, poluotok Kalifornija, sjeverozapdna Sonora, Nevada

## Vrste
1. Muilla coronata Greene
2. Muilla lordsburgana P.J.Alexander
3. Muilla maritima (Torr.) S.Watson ex Benth., tipična
4. Muilla transmontana Greene